# Eljas Orrman
Eljas Orrman, född 1943, är en finländsk historiker.
Orrman är fil.dr. i Finlands historia sedan 1986 samt arkivråd vid Riksarkivet sedan 2000. Från 1987 var han docent i Finlands historia vid Helsingfors universitet.
Orrman är medeltidshistoriker. Han har bland annat behandlat frågan om den svenska befolkningens ålder i Finland. Han betonar att en trovärdig förklaring av bebyggelsens ålder måste bygga på evidens från alla källkategorier, såväl grav- och boplatsfynd som pollenanalyser.